# Бремя жизни
«Бремя жизни» (яп. 人生のお荷物, дзинсэй-но онимоцу; англ. Burden of Life) — чёрно-белый японский фильм-драма с элементами лёгкой комедии, поставленный режиссёром Хэйноскэ Госё, и вышедший на экраны в 1935 году.

## Сюжет
В начальных кадрах фильма нам показан дом художника Сэнкити, который работает над портретом в стиле «ню», а музой ему служит собственная жена Ицуко. Сеанс прерывается приходом брата художника, доктора Тэцуо Комиямы, женатого на сестре Ицуко — Такако. Доктор Комияма, поругавшись с женой, которая ушла от него в родительский дом, приглашает брата «расслабиться» в окружении гейш. Ицуко тем временем спешит в отчий дом, дабы успокоить сестру и попытаться уговорить её вернуться к мужу. Благополучно уладив это дело и настроив сестру на возвращение домой, Ицуко с родителями обсуждает предстоящую свадьбу младшей из сестёр — Матико.
Так, начавшись лёгкой комедией, во второй части повествования фильм переходит в драму, когда после проведённой свадьбы Матико, родители разругаются из-за самого младшего отпрыска в этом семействе, сына Кинъити. Глава семьи, Содзо Фукусима, менеджер, возраст которого приближается к пенсионному, считает, что они с женой совершили ошибку, родив младшего сына. После того как он едва как смог, хоть и удачно, выдать замуж трёх дочерей, младший сынок теперь стал обременительным для их семьи в плане его будущего. Его супруга, Тамако не согласна с ним и поругавшись, уходит вместе с Кинъити из дома.
Мать и сын найдут приют в доме Ицуко и её мужа-художника. Отец же после размолвки решит забыться в ночном клубе, где ему среди прочего повстречаются двое сослуживцев, однако когда одна из гейш назовёт его «отцом», он почувствует себя неловко и поспешит уйти.
На следующий день их сынок Кинъити, возвращаясь из школы, по привычке придёт домой, где его с радостью примет отец. А вскоре вернётся и хозяйка дома Тамако.

## В ролях
- Тацуо Сайто — Содзо Фукусима
- Мицуко Ёсикава — Тамако Фукусима
- Масао Хаяма — Кинъити Фукусима
- Ёсико Цубоути — Такако Комияма
- Кинуё Танака — Ицуко Курияма
- Кэндзи Ояма — Тэцуо Комияма
- Токудзи Кобаяси — Сэнкити Курияма
- Мицуё Мидзусима — Матико
- Син Сабури — Кимимаса Хасимото
- Тёко Иида — Оканэ
- Содзабуро Абэ — Ёсаку
- Ёко Кодзакура — Ёко, официантка
- Такэси Сакамото — эпизод на свадьбе
- Томио Аоки

## Премьеры
- — 10 декабря 1935 года состоялась национальная премьера фильма в Токио[1].